# Liolaemus robertmertensi
Liolaemus robertmertensi este o specie de șopârle din genul Liolaemus, familia Tropiduridae, descrisă de Hellmich 1964. Conform Catalogue of Life specia Liolaemus robertmertensi nu are subspecii cunoscute.